# Agrilus fisherianus
Agrilus fisherianus är en skalbaggsart som beskrevs av Knull 1930. Agrilus fisherianus ingår i släktet Agrilus och familjen praktbaggar. Inga underarter finns listade i Catalogue of Life.